# Fantasia Concertante su un tema di Corelli
La Fantasia Concertante su un tema di Corelli, nota anche come Corelli Fantasia, è un'opera per orchestra d'archi del compositore britannico Michael Tippett. Fu commissionata dal Festival di Edimburgo del 1953 per commemorare il 300º anniversario della nascita del compositore italiano Arcangelo Corelli e data in anteprima il 29 agosto 1953, nella Usher Hall, dalla BBC Symphony Orchestra diretta da Tippett.

## Contesto
L'integrazione di influenze del XVII secolo, in particolare quelle al di fuori della tradizione orchestrale, può essere fatta risalire ai suoi giorni al Royal College of Music ed al periodo immediatamente successivo in cui prese una posizione come direttore di cori amatoriali a Oxted, mentre il suo interesse per il contrappunto del XVIII secolo, in particolare il processo fugale, che avrebbe avuto un ruolo preminente e culminante nell'ultima parte della Fantasia era il risultato dei suoi studi supplementari con R.O. Morris, che risalgono sempre a quel periodo. La Fantasia rappresenta, stilisticamente e concettualmente, il tentativo più ambizioso di Tippett di creare una composizione sintetica che anticipi gli sviluppi creativi che alla fine portarono alla formazione del suo archetipo nozionale.

## Composizione
Il tema su cui si basa l'opera è un Adagio in fa minore dal Concerto grosso in fa maggiore, Op. 6, n. 2 di Corelli. Ci sono due idee distinte: una melodia lenta e trascinante per archi pieni con molto uso della sospensione in fa minore e un vivace Vivace fiorito per due violini solisti in do maggiore. Alla tradizione del Concerto Grosso barocco Tippett contrappone un gruppo solista, composto da due violini e un violoncello, al corpo principale degli archi. Sebbene non utilizzi un clavicembalo continuo, la scrittura per gli archi inferiori è densa e riccamente strutturata, ottenendo un effetto paragonabile di pienezza armonica. Lo stile musicale è caratteristico del compositore negli anni '50, combinando una polifonia rigorosa e complessa con radiosità lirica e semplicità. Dopo la sequenza di apertura di sette variazioni c'è una fuga (che incorpora parte della Fuga per organo di Bach in si minore su un tema di Corelli) che a sua volta conduce a "una lunga e lenta ascesa dall'oscurità alla luce", in cui violini vorticosi a cascata molto carichi, "apertamente erotici"  raggiungono il culmine prima di calmarsi in una sezione pastorale che ricorda l'opera di Tippett The Midsummer Marriage.

## Popolarità
Nel gennaio 1975 la Corelli Fantasia raggiunse un pubblico di circa 14 milioni di telespettatori quando fu protagonista del film Akenfield, diretto da Peter Hall. La conseguente popolarità del lavoro e della registrazione dell'Accademia di Saint Martin-in-the-Fields diretta da Neville Marriner derivò direttamente da questa esposizione nazionale di un pezzo pensato prima di allora come complesso, iper-intellettuale e 'difficile'. Ora è saldamente affermato come una delle opere più popolari ed eseguite di frequente di Tippett, unendosi ad altre opere per archi molto amate di compositori inglesi come Ralph Vaughan Williams ed Edward Elgar.